# Jordan Poole
Jordan Anthony Poole (* 19. června 1999, Milwaukee, Wisconsin, USA) je americký profesionální hráč basketbalu hrající za new orleans pelicans v NBA. Hraje na pozici křídla nebo rozehrávače. V mládí hrál za Rufus King High School v Milwaukee a La Lumiere School v La Porte v Indianě. V roce 2016 byl vybrán do 1. týmu All-Wisconsin jako junior. Poole hrál univerzitní basketbal za tým Michigan Wolverines. Je známý pro hozenou trojku v poslední sekundě zápasu, díky které jeho tým vyhrál a postoupil do dalšího kola turnaje.

## Profesionální kariéra
Dne 20. června 2019 byl draftován Golden State Warriors jako celkově 28. hráč. Jeho výdělek činí 6,2 milionu dolarů (cca 145 mil. Kč) za 3 roky. Dne 24. října debutoval v zápase proti Los Angeles Clippers, zaznamenal 5 bodů, 2 doskoky, 2 asistence a 1 odebrání míče. V prosinci 2019 byl poslán do Santa Cruz Warriors, kde dal v prvním zápase 23 bodů a v druhém 31, z toho 15 bodů bylo z trojky. V lednu následujícího roku (2020) byl přivolán zpět do sestavy Golden State Warriors.

## Dovednosti
Poole je ofenzivně laděný hráč, který se stále zlepšuje, důkazem toho jsou stále zlepšující se statistiky, ať už defenzivní, ale i ofenzivní. Je to především střelec s dovedností zakončit, spoléhající se na svůj driblink.

## Statistiky

### NBA
| Rok     | Tým          | Odehrané zápasy | Trestné hody% | Doskoky na zápas | Asistence na zápas | Body na zápas |
| ------- | ------------ | --------------- | ------------- | ---------------- | ------------------ | ------------- |
| 2019-20 | Golden State | 57              | .798          | 2.1              | 2.4                | 8.8           |
| 2020-21 | Golden State | 51              | .882          | 1.8              | 1.9                | 12.0          |
| 2021-22 | Golden State | 76              | .925          | 3.4              | 4.0                | 18.5          |

## Zajímavosti
Poole vedl NBA v úspěšnosti trestných hodů za sezónu 2021/22. Díky jeho schopnostem je přirovnáván k jeho spoluhráči Stephu Currymu.